# Pleurophascaceae
Pleurophascaceae là một họ rêu trong bộ Pottiales.